# Diamond T tank transporter
L'M19 Tank Transporter era un sistema composto dal trattore M20 Diamond T Model 980 o Model 981 da 12-ton e dal rimorchio a 12 ruote M9 usato durante la seconda guerra mondiale e una volta concluso il conflitto fino alla fine degli anni '50. Ne sono stati prodotti 6.548 esemplari che furono impiegati dagli alleati su tutti i fronti di guerra. Durante la seconda guerra mondiale nell'US Army venne affiancato dall'M25 Tank Trasporter mentre nelle forze armate britanniche venne sostituito dal Thornycroft Antar all'inizio degli anni '50 anche se pochi esemplari furono utilizzati fino a tutto il 1971.

## Trattore M20
Progettato come trattore per il trasporto di carri armati il Diamond T980 con cabina solida era prodotto dalla Diamond T di Chicago. Nel 1940 la commissione di acquisto britannica era alla ricerca di equipaggiamenti per il British Army e tra questi anche di un mezzo che potesse trasportare i nuovi carri grandi e pesanti. La commissione contattò diversi costruttori di veicoli e tra questi anche la Diamond T che già all'epoca aveva una lunga storia di forniture di camion militari per le forze armate statunitensi. La società aveva da poco completato un prototipo di un veicolo pesante per l'US Army che, con poche modifiche, poteva soddisfare anche i requisisti britannici. Venne quindi firmato un ordine iniziale per la produzione di 200 esemplari. Il risultato fu il Diamond T 980 da 12-ton con trazione 6x4 a cabina chiusa. Il motore era un Hercules DFXE diesel aspirato da 14,7 litri (900 in³) di cilindrata che sviluppava 185 cavalli vapore britannici (138 kW) a 1.600 giri al minuto. Il motore era inoltre dotato di una grande coppia, 902 Nm (665 libbra forza*piede) a 1.200 giri al minuto, che gli permetteva di trainare fino a 52 tonnellate (115.000 libbre) e che si dimostrò capace di soddisfare pienamente il compito di muovere i più pesanti carri dell'epoca. Fu uno dei pochi camion tattici dotati di motore diesel ad essere impiegato dall'US Army durante la seconda guerra mondiale. La trasmissione aveva una frizione a due dischi con molle che agiva su una trasmissione principale a quattro marce ed una secondaria a tre velocità. La trasmissione principale aveva una prima marcia corta mentre gli altri tre rapporti erano adatti per la marcia su strada con la quarta marcia diretta. La trasmissione secondaria invece aveva una marcia ridotta, una diretta e l'ultimo rapporto era del tipo overdrive. La marcia ridotta veniva usata fuoristrada mentre gli altri due rapporti in pratica finivano per raddoppiare le tre marce lunghe della trasmissione primaria ottenendo un totale di sei rapporti. Il moto veniva trasmesso ai due assi posteriori per mezzo di una doppia riduzione Tinken con un rapporto di trasmissione finale di 11.66:1. 
Il telaio dell'M20 era del tipo a scala rivettato con tre travi interne che si univano ai due longheroni esterni a tutta lunghezza. Le sospensioni anteriori erano a balestra mentre quelle posteriori avevano delle balestre disposte in tandem con un braccio centrale. Il passo di 455 cm (179 in) misurato dalla linea centrale tra i due assi posteriori. Era stato anche montato un gancio dalla capacità di 52 tonnellate sulla traversa posteriore ed un secondo era stato montato su quella anteriore in modo da poter essere utilizzati per posizionare il rimorchio. Tutti i modelli erano dotati di cerchioni assemblati dotati di pneumatici 12.20x20.20 in. Venivano anche montate sugli assi posteriori delle gomme accoppiate adatte per la neve o il fango.
I freni erano ad aria compressa e venivano usati su tutti gli assi. I freni del rimorchio potevano essere usati in maniera indipendente rispetto a quelli di servizio. Era presente anche un freno di parcheggio a disco singolo che agiva sulla trasmissione agendo per mezzo di quattro elementi di attrito che venivano attivati per mezzo di un meccanismo a cavo singolo montato a 41 cm (16 in) dietro la trasmissione ausiliaria.
Era stato montato dietro alla cabina anche un verricello prodotto dalla Gar Wood della capacità di 18 tonnellate (40 000 lb) e con un cavo di 91 metri (299 ft). 
Il verricello del Model 980 era stato pensato principalmente per trascinare a bordo del rimorchio i carri danneggiati. Nel 1942 venne introdotto il Model 981 che aveva un verricello con 150 metri (490 ft) di cavo che poteva essere utilizzato per il recupero sia verso la parte anteriore che posteriore del trattore. 
I veicoli di produzione iniziale mantenevano la cabina del camion commerciale da 4-ton G509. Nell'agosto del 1943 questa cabina venne sostituita con una cabina aperta con tetto in tela. Il muso era composto da due cofani laterali che si aprivano a farfalla ed avevano aperture per il raffreddamento sui lati. Dietro al verricello era stato posizionato un cassone che aveva sui lati dei compartimenti chiusi per gli attrezzi. Sulla parte frontale del cassone erano stati realizzati altri due compartimenti aperti mentre nella parte posteriore era presente una paratia incernierata verso il basso. Nella parte frontale del cassone venivano montate anche le ruote di scorta. Il cassone poteva contenere fino a 8 200 kg (18 100 lb) di zavorra per aumentare la trazione sugli assi posteriori.

## Il rimorchio M9
Il rimorchio aveva una coppia di assi posteriori ed una anteriore montata su un carrello orientabile. Dei rulli guida cavi permettevano al verricello del trattore M20 di trainare il carro sul rimorchio che veniva fissato con catene e blocchi di legno. Le rampe erano incernierate nella parte posteriore del rimorchio e il veicolo veniva caricato per mezzo del verricello del trattore M20. Le sospensioni del carrello anteriore erano a bracci longitudinali con molle elicoidali. Ogni lato del carrello disponeva di un suo asse con montata una doppia coppia di ruote per un totale di 8 ruote. Gli assi posteriori erano quattro per un totale di 16 ruote ed avevano sospensioni a perno centrale. I cerchioni erano del tipo assemblato con misura 8.25x15 in. La produzione del rimorchio iniziò nel 1941 e il primo lotto raggiunse la Gran Bretagna nel 1942.

## Impiego
Gli M19 furono subito utilizzati in Nord Africa dove, nonostante le dure condizioni ambientali, si dimostrarono un sistema di recupero affidabile e adeguato al compito. Ne sono stati costruiti 6.548 fino alla fine del 1945 e trovarono impiego su tutti i fronti nei quali erano impegnate le forze alleate. Circa 620 esemplari furono forniti all'Armata Rossa. Nell'esercito britannico, che ne ricevette 1.000 esemplari, li mantenne fino alla loro sostituzione con l'Antar avvenuta negli anni '50. Alcuni esemplari sono stati utilizzati fino al 1971. Gli esemplari ceduti come surplus sono stati utilizzati da società britanniche specializzate per i trasporti eccezionali.

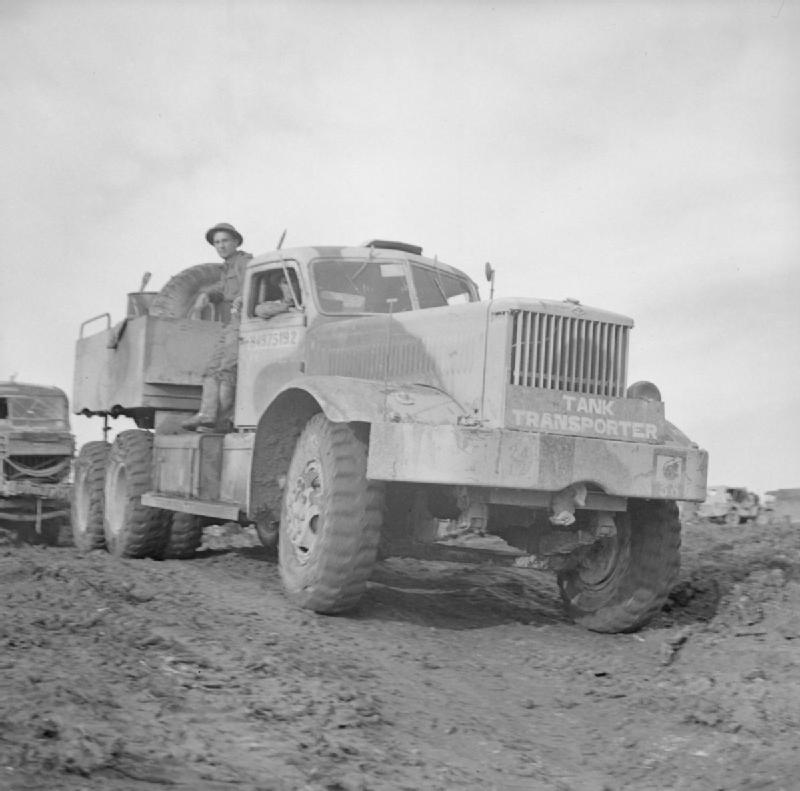
Un trattore M20 in Italia nel 1943

Alcuni esemplari vengono attualmente utilizzati nei raduni di veicoli storici. Nell'US Army iniziò ad essere sostituito già nel 1944 dal sistema M26. I veicoli non più utilizzati per il trasporto dei carri venivano utilizzati, con successo, per il trasporto delle munizioni.
Nell'esercito britannico il veicolo era designato Diamond T Tractor 6x4 for 40 ton Trailer e con Model 980 o Model 981 si distinguevano due modelli. La differenza era costituita dalla possibilità di traino. Il Model 980 poteva usare il verricello solo dalla parte posteriore mentre il Model 981 poteva trainare anche dalla parte anteriore. Questa nuova possibilità, che era stata richiesta espressamente dai britannici, era stata aggiunta per mezzo di un sistema di rinvii che permettevano di inviare il cavo verso la parte anteriore del veicolo. I rimorchi di produzione britannica erano conosciuti come 40-ton Trailer British Mk.I (Crane) o come 40-ton Trailer British Mk.II (Dyson) a seconda se erano prodotti dalla società Crane di Deleham o dalla R.A. Dyson and Company di Liverpool. Durante gli anni '50 su diversi Diamond T in servizio con le forze armate britanniche venne sostituito il motore Hercules con il Rolls-Royce C6NFL-134 da 12,2 l a benzina